# Pseudorhombus dupliciocellatus
Pseudorhombus dupliciocellatus is een straalvinnige vissensoort uit de familie van schijnbotten (Paralichthyidae). De wetenschappelijke naam van de soort is voor het eerst geldig gepubliceerd in 1905 door Regan.